# 李貞賢
李貞賢（韓語：이정현，1980年2月7日—），韩国女歌手、演员。

## 演艺经历
李贞贤1996年凭电影《花瓣》（꽃잎）入行并获得大钟奖和青龍電影獎的新人奖；1999年发行首张专辑《Le's go to My Star》销量突破70万张，首支单曲《哇！》连续三周排名第一，歌曲《换掉》（바꿔）更使她获得1999年和2000年两年的韩国歌曲大赏最受欢迎单曲和最佳单曲奖，2000年6月推出第二张专辑《Lee Jung Hyun Ⅱ》销量突破40万张。
2001年参演电视剧《美丽的日子》，该剧于2004年在日本热播，12月14日在日本发行首张日文专辑《HEAVEN》，首张单曲进入日本Oricon公信榜Top50；2005年在日本举行“美丽的日子”（美しき日々）巡回演唱会，8月3日发行在日本的第二张单曲唱片《Passion ～情熱～Heavy world》。
李贞贤1999年考上韩国中央大学电影系，后因无法兼顾学业与演艺事业而在学完一年级第一学期的课程后休学，2003年夏天她在“SUMMER DANCE”活动后终止了演艺活动再次入学，2008年從中央大學戲劇電影學系畢業，取得了學士學位。
2014年参演韓國電影《鳴梁：怒海交鋒》，该片在韓國本土獲得1700多萬觀影人次的票房成绩。

## 生活
2019年4月7日與交往1年的小3歲的大學醫院整形外科醫師在首爾新羅酒店舉行非公開婚禮。

## 音乐作品

### 韩文专辑

#### 正规专辑
- 1999年10月8日：《Let's Go To My Star》
  - 代表歌曲：《换掉》（바꿔）、《哇！》
- 2000年6月1日：《李贞贤II》（이정현 II）
  - 代表歌曲：《Peace》（평화）
- 2001年10月1日：《Magic To Go To My Star》
  - 代表歌曲：《疯掉》（미쳐）
- 2002年11月1日：《I Love Natural》
  - 代表歌曲：《Dara Dara》（달아달아）、《Ari Ari》（아리아리）
- 2003年7月11日：《Summer Party》
  - 代表歌曲：《Summer Dance》
- 2004年6月21日：《Passion》
  - 代表歌曲：《Follow Me》（따라해봐）
- 2006年10月17日：《Fantastic Girl》
  - 代表歌曲：《哲洙我爱你》（철수야 사랑해）
- 2010年5月11日：《7辑 Lee Jung Hyun 007th》（7집 Lee Jung Hyun 007th）
  - 代表歌曲：《可疑的男子》（수상한 남자）

#### 迷你专辑
- 2009年5月19日：《Avaholic》
  - 代表歌曲：《Crazy》

#### 单曲
- 2013年7月22日：《V》

### 日文专辑
- 2004年12月15日：单曲《Heaven / ワ -Come On-》
- 2005年3月8日：迷你专辑《Wa -Come On-》
- 2005年8月3日：单曲《Passion～情熱～/ Heavy world》
- 2006年10月26日：精选专辑《This Is Hyony》

### 中文专辑
- 2008年3月6日：《Love Me—千面女孩》

## 影視作品

### 電影
| 年份   | 片名               | 韓文                 | 角色   | 備註                                   |
| 1996年 | 花瓣               | 꽃잎                 | 少女   | 出道作。大鐘獎與青龍電影獎最佳新人獲獎 |
| 1997年 | 瑪麗亞旅店         | 마리아와 여인숙      |        | 特別出演                               |
| 1999年 | 沈香               | 침향                 | 林善熙 |                                        |
| 2000年 | 死亡功課           | 하피                 | 宋秀妍 |                                        |
| 2011年 | 夜釣               | 파란만장             |        |                                        |
| 2012年 | 犯罪少年           | 범죄소년             | 孝盛   |                                        |
| 2014年 | 鳴梁：怒海交鋒     | 명량                 | 鄭氏   |                                        |
| 2015年 | 誠實國度的愛麗絲   | 성실한 나라의 앨리스 | 鄭秀南 | 第36屆青龍電影獎最佳女主角獲獎         |
| 2016年 | Split              | 스플릿               | 周熙真 | 女主角                                 |
| 2017年 | 軍艦島             | 군함도               | 莫妍   |                                        |
| 2019年 | 密約               | 밀약                 |        |                                        |
| 2019年 | 單身三人行         | 두번 할까요?         | 朴善英 |                                        |
| 2020年 | 屍速列車：感染半島 | 반도                 | 敏靜   |                                        |
| 2020年 | 老公不是人         | 죽지않는 인간들의 밤 | 昭熙   |                                        |
| 2021年 | 分手的決心         | 헤어질 결심          | 靜安   |                                        |
| 2022年 | 限制               | 리미트               | 素恩   | 女主角                                 |

### 電視劇
| 年份   | 電視台     | 劇名             | 角色                               | 備註           |
| 1996年 | MBC        | 打開你的心       | 劉書英                             |                |
| 1996年 | MBC        | 七根勺子         | 鄭慧                               |                |
| 1998年 | KBS2       | 野望的傳說       | 李貞熙                             |                |
| 1998年 | SBS        | 意外的一天       | 恩美                               |                |
| 2001年 | SBS        | 美麗的日子       | 金世娜                             |                |
| 2003年 | 北京電視台 | 美麗心靈         | 程慧                               | 中韓合拍電視劇 |
| 2006年 | TBS        | 輪舞曲           | 崔允曦                             |                |
| 2008年 | KBS        | 大王世宗         | 慎嬪金氏                           |                |
| 2010年 | CCTV       | 孔子             | 南子                               |                |
| 2015年 | SBS        | 誕生吧！家族     | 羅俊熙／Susan Johnson（蘇珊·強森） |                |
| 2024年 | Netflix    | 寄生獸：灰色部隊 | 崔俊京                             |                |

### 綜藝節目
- 2020年：KBS2《新品上市 便利餐廳》（第8-30期）

## 被翻唱歌曲
- 《와（哇）》 　　
  -  香港歌手郑秀文《独家试唱》《独一无二》 　　
  -  義大利歌手Bandido《Vamos Amigos》 　　
  -  義大利歌手Cherry《Dancing Fool》 　　
  -  越南歌手梅雪《Wah》
- 《바꿔（换掉）》 　　
  -  香港歌手郑秀文《煞科》《眉飛色舞》　　
  -  義大利歌手Cherry《You Are Not Along》
- 《너（你）》 　　
  -  香港歌手郑秀文《神化》《天衣無縫》
  -  中华人民共和国歌手杨洋&金彪《Happy 天地》 　　
  -  義大利歌手Cherry《Please Do Not》 　　
  -  越南版本
- 《줄래（给吗）》 　　
  -  中华人民共和国歌手SS冰清玉洁组合《芭比公主的悲剧》
- 《미쳐（疯掉）》 　　
  -  臺灣歌手许慧欣《孤单芭蕾》
- 《Summer Dance》 　　
  -  臺灣歌手朱安禹《Happy Dance》
- 《반（半）》 　　
  -  香港歌手钟汉良《乱好玩》
- 《달아달아（月亮啊月亮）》 　
  -  香港歌手郑希怡《技术性击倒》 　　
  -  越南版本
- 《아리아리（阿里阿里）》 　　
  -  義大利歌手Cherry《Ali-Ali》
- 《따라해봐（学我）》 　　
  -  日本歌手白石乃梨（日本）《BLACK》
- 《철수야 사랑해（哲秀 我爱你）》 　　
  -  香港歌手陈小春《每个女人都是美人》

- 《남자는 여자를 귀찮게 해（男人总是让女人烦恼）》 　　
  -  中华人民共和国歌手阿朵《宝藏》

- 《수상한 남자（可疑的男人）》 　
  -  中华人民共和国歌手藝濤《夜色》（抄襲）

## 獎項

### 大型頒獎禮獎項
| 年份 | 獎項 |
| ---- | --- |
| 1996 | - 第33屆大鐘獎 - 最佳新人女演員獎(花瓣) - 第17屆韓國青龍電影獎 - 最佳新人女演員獎《花瓣》 - 第16屆韓國影評人協會獎 - 最佳新人女演員獎《花瓣》 |
| 1997 | - Cine21 - 最佳新人女演員獎《花瓣》 |
| 1999 | - 首爾歌謠大賞 - 新人獎 - 第1屆M.net KM Music Festival - 最佳新人女歌手獎《Come》、最佳舞蹈表演獎《Come》 - 第14屆韓國金唱片大賞 - 新人賞 - SBS歌謠大賞 - 新人獎 - MBC十大歌手頒獎典禮 - 新人獎、十大歌手獎 - KBS歌謠大賞 - 最佳新人獎 - KMTV Music Award - 最佳新人獎 |
| 2000 | - 韓國最佳著裝獎 - 歌手部門獎 - 首爾音樂獎 - 本賞 - 第15屆韓國金唱片大賞 - 本賞 - SBS歌謠大賞 - 十大歌手獎 - KBS歌謠大賞 - 本賞 - KMTV Music Award - 大賞 |
| 2001 | - 首爾音樂獎 - 本賞 - SBS歌謠大賞 - 本賞 - KBS歌謠大賞 - 本賞 - KMTV Music Award - 本賞 |
| 2002 | - 第17屆韓國金唱片獎 - 人氣賞 - SBS歌謠大賞 - 本賞 - KMTV Music Award - 本賞 - 韓國演藝藝術大賞- 新世代歌手獎 |
| 2003 | - KBS歌謠大賞 - 本賞《Summer Dance》 |
| 2005 | - 韓國文化演藝大賞 - 韓流明星獎 |
| 2006 | - 韓流中國.風尚大典 - 最受歡迎女歌手獎 - 中國風尚大典 - 風尚日韓藝人獎 - 娛樂中國風尚大典 - 風尚日韓藝人獎 - TOM娛樂英雄會 - 最受歡迎海外藝人獎 |
| 2007 | - 國際青少年文化藝術盛典 - 和平使者獎 - 東南勁爆音樂頒獎典禮 - 最受歡迎海外藝人獎 - 第11屆金曲排行榜年度頒獎典禮 - 最受歡迎海外女歌手獎 |
| 2010 | - 第61屆柏林電影節 - 短片金熊獎《波瀾萬丈》 |
| 2012 | - 第14屆馬尼拉國際電影節 - 評委會大獎《犯罪少年》 - 第25屆日本東京國際電影節 - 評委特別獎《犯罪少年》 - 第7屆華鼎獎 - 亞洲演藝名人大獎 |
| 2013 | - 第15屆Mnet Asian Music Awards - 紅地毯特別獎 |
| 2015 | - 第36屆青龍電影獎 - 最佳女演員《誠實國度的愛麗絲》 - 第3屆野花電影獎 - 最佳女演員《誠實國度的愛麗絲》 - 韓國電影藝術學院（KAFA） - 特別成就獎 |
| 2017 | - 第1屆首爾獎 - 最佳女配角《軍艦島》 - 第25屆韓國演藝文化大賞 - 電影部門最佳女演員《軍艦島》 - 第6屆韓國電影演員協會星夜賞 - 大韓民國頂級明星賞 |
| 2020 | - 第15屆高麗大學電影節 - 最佳女子演技獎《屍速列車：感染半島》 |

### 音樂節目獎項
| 年份   | 日期     | 電視台 | 節目名稱 | 獲獎歌曲 | 排名              |
| ------ | -------- | ------ | -------- | -------- | ----------------- |
| 1999年 | 11月16日 | KBS    | 音樂銀行 | 哇       | 1位               |
| 1999年 | 11月23日 | KBS    | 音樂銀行 | 哇       | 1位               |
| 1999年 | 11月30日 | KBS    | 音樂銀行 | 哇       | 1位               |
| 1999年 | 11月28日 | SBS    | 人氣歌謠 | 哇       | 1位(Mutizen Song) |
| 1999年 | 12月5日  | SBS    | 人氣歌謠 | 哇       | 1位(Mutizen Song) |
| 2000年 | 1月16日  | SBS    | 人氣歌謠 | 換掉     | 1位(Mutizen Song) |
| 2000年 | 8月6日   | SBS    | 人氣歌謠 | You      | 1位(Mutizen Song) |
| 2000年 | 8月13日  | SBS    | 人氣歌謠 | You      | 1位(Mutizen Song) |
| 2000年 | 8月15日  | KBS    | 音樂銀行 | You      | 1位               |
| 2000年 | 8月17日  | KBS    | 音樂銀行 | You      | 1位               |